# Дэмпа
Дэмпа (яп. 電波), также дэмпа-кэ: (яп. 電波系) или дэмпа-сан (яп. 電波さん) —  японский термин для описания людей которые держут все в себе или дистанцируются от людей вокруг них. Они могут развивать дикие фантазии и преследовать заблуждения или другие сильные убеждения, и их речь или действия могут показаться странными или непоследовательными для сторонних наблюдателей. «Дэмпа» буквально означает «электромагнитная волна», и первоначальный смысл слова «дэмпа-сан» заключался в том, что кто-то считал, что получает голоса, мысли или инструкции непосредственно в свой разум посредством электромагнитного излучения. Он часто используется в качестве характеристики в аниме, манге и ранобэ, таких как «Denpa Onna to Seishun Otoko».